# Dirección General del Crédito Prendario
La Dirección General del Crédito Prendario (DICREP), también conocida como «la Tía Rica», es un servicio público del Estado de Chile, de carácter social y económico, encargado de otorgar préstamos en dinero con garantía sobre prenda civil o industrial (crédito pignoraticio) con la finalidad de fomentar el crédito en los sectores de más escasos recursos. Asimismo, actúa en apoyo del Estado en remates fiscales y como órgano auxiliar de la Justicia en la implementación de las acciones que le son demandadas. Si bien es una institución autónoma, se relaciona con el poder ejecutivo a través del Ministerio del Trabajo y Previsión Social. Desde el 4 de mayo de 2020, el director general es el ingeniero comercial Jon Andoni Elorrieta Abásolo.
Cuenta con veinte «Unidades de Crédito» a lo largo de las dieciséis regiones del país (salvo en la región de Aysén). En el ámbito internacional, la institución es miembro de la Asociación Internacional de Entidades de Crédito Prendario y Social (PIGNUS).[cita requerida]

## Historia

### Antecedentes
Su origen está en la ley n.º 3.067 de crédito prendario, promulgada durante el gobierno del presidente Juan Luis Sanfuentes, el 14 de febrero de 1920, que creó la «Caja de Crédito Popular». Esta ley fue una iniciativa del diputado Francisco Huneeus Gana en 1912 con el propósito de crear una institución que diera crédito prendario sin pretensión de lucro y de acceso a los sectores populares. Huneeus fue posteriormente su primer presidente. La Caja de Crédito Popular, inició sus actividades compitiendo con las agencias de crédito prendario privadas ya instaladas anteriormente. A partir de este periodo empieza conocerse popularmente como «la Tía Rica».
Más tarde, por medio de la ley n.º 5.705 del 26 de septiembre de 1935 se estableció el monopolio estatal sobre el crédito prendario, con el fin de fortalecer la recién creada institución y eliminar de raíz los abusos y actividades usureras que aún se mantenían.
A partir de ese año comenzó una etapa de mayor desarrollo institucional, en el que se ampliaron sus funciones con la creación del préstamo con prenda industrial, el que contemplaba una especie de hipoteca a cambio de maquinaria y material de trabajo, pero con la facilidad de que el objeto prendado siguiera en manos de su dueño para que fuese trabajado. Además, la Caja instaló talleres propios para la producción de vestuarios y agregó a sus tareas el remate, ahorro y estudios, entre otras actividades.
Desde su fundación y hasta los años 1950, el crecimiento de la Caja pignoraticia se mantuvo en alza. Su éxito fue tal que se crearon otras oficinas y sucursales a lo largo de todo Chile, para expandir la presencia institucional y satisfacer las necesidades en los más variados rincones del país.
Otras actividades y privilegios que tuvo en un algún momento fueron: autorización de otorgar créditos y fianzas a los empleados fiscales, semifiscales, municipales, particulares y de empresas periodísticas (ley n.º 3.607 de 1933); sistema de depósito de ahorros; autorización al Banco Central ley n.º 5.398 de 1934) de otorgar créditos directos e indirectos a la Caja, así como fondos para su funcionamiento.

### Creación
Ya en la década de 1950 hubo un descenso en el crecimiento, pues el vaivén económico y la agudización de los conflictos sociales y políticos produjeron una considerable reducción de sus labores. Se cancelaron funciones esenciales como el ahorro, tarea que fue asumida por el Banco del Estado de Chile. En su momento esto significó perder una atribución importante, que influía directamente en el crecimiento de la Caja. Durante el segundo gobierno del presidente Carlos Ibáñez del Campo, en 1953 cambió su denominación a «Dirección General del Crédito Prendario».

### Desarrollo
Hacia los años 1970, nuevamente la inestabilidad económica y los difíciles momentos políticos hicieron que la institución sufriera un proceso de descenso en el nivel de actividad de sus operaciones, lo que se tradujo en pérdida de presencia nacional y patrimonio institucional, estancando un proceso de crecimiento y modernización que no se pudo poner en marcha hasta el periodo conocido como retorno a la democracia, en 1990.
Este proceso llevó al cierre de algunas unidades, situación que se aceleró bruscamente hacia los años ochenta y llevó a una reestructuración del organismo. La situación del organismo durante el retorno a la democracia podría definirse como de mantención institucional. Y aunque tendía a recuperar su nivel de actividad, era evidente que la ausencia de una política pública, que vinculara a la institución con los problemas fundamentales de su tiempo, hacía falta.
A partir de los años 1990, el organismo volvió a alcanzar una connotación más relevante, ya que su impacto social y financiero adquirió importancia y se le reconoció. Retomar el proceso de modernización y la lucha por la eficiencia se transformó, entonces, en el énfasis fundamental de las gestiones de ese período.
Más tarde, producto de la crisis asiática, presentó una disminución en sus transacciones, pero más que por una baja en la demanda, esto se produjo por la reducción de la oferta, generada por la restricción del presupuesto asignado por el Ministerio de Hacienda. No obstante, el crecimiento se mantuvo sostenido y en los últimos cinco años éste había sido muy fuerte.
Con la entrada en vigencia de la Reforma Procesal Penal (RPP) en 2000, pasó a ser un órgano auxiliar del poder judicial, asumiendo la tarea de custodiar, subastar o destruir las especies decomisadas por los tribunales y las policías por infracciones a la ley n.º 20.000, más conocida como la «Ley de Drogas».

### «La Tía Rica»
En sus primeros años de vida, las personas sentían vergüenza de tener que recurrir a la Caja de Crédito Popular para pedir dinero. Es por ello que al ser consultado por sus cercanos sobre cómo conseguían la plata que le era tan esquiva y que nadie le quería prestar, el aludido respondía que se lo había dado un pariente millonario, generalmente una tía, que o bien se apiadó de él o bien le dejó una herencia.  De ahí entonces que siempre se hablaba que una "Tía Rica" generosa ayudaba a resolver los problemas financieros de sus "sobrinos". Hasta el día de hoy, ese nombre popular se mantiene, siendo incluso usado en la comunicación oficial del organismo.

## Funciones
Por prenda civil se entiende objetos tales como joyas, ropa, muebles, electrodomésticos, artículos eléctricos y electrónicos, cámaras fotográficas y otros, y por prenda industrial maquinarias, herramientas, útiles y elementos de transportes. Los servicios de crédito pignoraticio de prenda civil están dirigidos específicamente a las personas de escasos recursos.
La Dicrep está encargada también de efectuar todos los remates fiscales de especies ordenadas por el Servicio de Impuestos Internos (SII), el Servicio Nacional de Aduanas (SNA) y en general todas las instituciones fiscales, semifiscales y empresas autónomas del Estado. Cuenta con una Escuela de Tasadores para entrenar al personal.

## Organización
El organigrama de la Dirección General del Crédito Prendario es el siguiente:
Dirección Nacional
Gabinete
- Departamento Jurídico
  - Oficina de Procesos Administrativos
- Departamento de Auditoría
- Oficina de Planificación y Control de Gestión
- Oficina de Seguridad
- Departamento Administrativo
  - Oficina de Bienestar
  - Oficina de Partes
  - Oficina de Infraestructura
  - Oficina de Servicios Generales
    - Bodega y Archivos
    - Secretaría de Comisión de Inventarios

  - Oficina de Prevención de Riesgos
  - Subdepartamento de Recursos Humanos
    - Oficina de Remuneraciones
    - Oficina de Personal
    - Oficina de Capacitación
- Departamento de Contabilidad
  - Subdepartamento de Presupuesto
  - Oficina de Contabilidad
  - Oficina de Compras y Contrataciones
- Subdepartamento de Informática
- Departamento de Crédito
  - Subdepartamento de Crédito
  - Oficina Desarrollo Intersectorial
  - Arica - Iquique - Antofagasta - Copiapó - La Serena - Los Andes - Quillota - Quilpué - Valparaíso - Viña del Mar - Matriz - Matucana - San Diego - Puente Alto - Rancagua - Talca - Chillán - Concepción - Temuco - Valdivia - Puerto Montt - Punta Arenas
- Departamento de Tasaciones
  - Escuela de Tasadores

Gabinete
- Oficina de Comunicaciones

## Directores generales
| Titular                      | Partido | Inicio                | Final                 | Presidente                                                                 |
| ---------------------------- | ------- | --------------------- | --------------------- | -------------------------------------------------------------------------- |
| Luis Acevedo Quintanilla     |         | 1 de junio de 2014    | 22 de octubre de 2015 | Michelle Bachelet Jeria                                                    |
| Mario Acuña Prambs           |         | 23 de octubre de 2015 | 25 de julio de 2019   | Michelle Bachelet Jeria (2015-2018) Sebastián Piñera Echenique (2018-2019) |
| Alejandro Moya Santibáñez    |         | 21 de octubre de 2019 | 23 de abril de 2020   | Sebastián Piñera Echenique                                                 |
| Jon Andoni Elorrieta Abasolo |         | 2020                  |                       | Sebastián Piñera Echenique                                                 |
| Juan Andrés Troncoso Morales |         | 2023                  |                       | Sebastián Piñera Echenique                                                 |